# スーパーストラットサスペンション
スーパーストラットサスペンション (Super strut suspension) は、トヨタ自動車が開発した自動車用高性能サスペンションである。略称はSSサス。1991年にAE101型カローラレビン/スプリンタートレノに初めて採用された。

## 概要
マクファーソンストラット式サスペンションを改良したもので、サスペンションがストロークする際に発生するキャンバ角を適正化することで、操縦安定性や旋回時のグリップ限界を大幅に高めている。元々マクファーソンストラットだった車両に対し（車両側の改造を必要としないで）装着可能なものが要求されたが、その条件を見事にクリアした。
マクファーソンストラットではストラット下端がハブに直接固定されているが、、スーパーストラットではストラット下端がボールジョイントを介してハブ上端に接続されている。またストラット下端から伸びるキャンバーコントロールアームが２本あるロアアームの一本の中間点付近でボールジョイントを介して結合している。これにより仮想キングピン軸がタイヤ内に設定され、キングピン角を14度から6度へ、スピンドルオフセットを66 mmから18 mmへと大幅に小さくすることが出来た。その結果、LSD装着の高出力フロントエンジン・前輪駆動車に顕著なトルクステアを低減している。ボールジョイントを積極的に用いたことで、剛性確保と摩擦低減も実現している。
またタイヤがバンプする（持ち上がる）時に、キャンバーコントロールアームがストラット下端を内側に引き寄せることで、キャンバ角はネガティブに変化することでタイヤのグリップを改善することができる。
様々なメリットがある反面デメリットもある。一般的なマクファーソンストラットに比べバネ下重量が重くなり、車種によっては前輪切れ角が減少するために最小回転半径が大きくなる
。
舵角が大きくなると操舵に違和感を覚える領域もある。さらに、短いキャンバーコントロールアームの有効可動範囲が狭いため、サスペンションのストローク量も少なくなる。また、キャンバー変化に独特な癖（ストローク量の小さいときはキャンバー変化が小さく、キャンバーコントロールアームにある程度の角度がつくと、急にキャンバー変化が大きくなる。）を持つ影響で挙動が安定する車高領域が狭いことから、大ストロークを要求される走行環境（オフロード）などには不向きである。
上記デメリットは路面状況の変化が少なく車速の低い一般車では問題とはならなかったものの、速度も速く特に限界性能が求められるレースの現場ではベストとされるセッテングの幅が狭く柔軟性を欠くことから、サスペンションの一般的な車高調節型への変更が認められるカテゴリーでは構造が単純でノウハウの蓄積もあり、扱いやすい従来型のストラットに換装されるケースもみられた。
参考画像⇒キャンバーコントロールの仕組み

## 採用された車種
- カローラ系
  - カローラレビン/スプリンタートレノ（AE101・AE111）
  - カローラFX（AE101）
- セリカ、コロナ/カリーナ系
  - セリカ（ST200系・ZZT231）
  - カレン（ST206）
  - カリーナE（コロナの輸出仕様）（ST190系）
  - カリーナED/コロナEXiV（ST200系）